# Mondeville (Essonne)
Pour les articles homonymes, voir Mondeville.
Mondeville (prononcé [mɔ̃d̪ǝvil] ) est une commune française située dans le département de l'Essonne en région Île-de-France.

## Géographie

### Situation

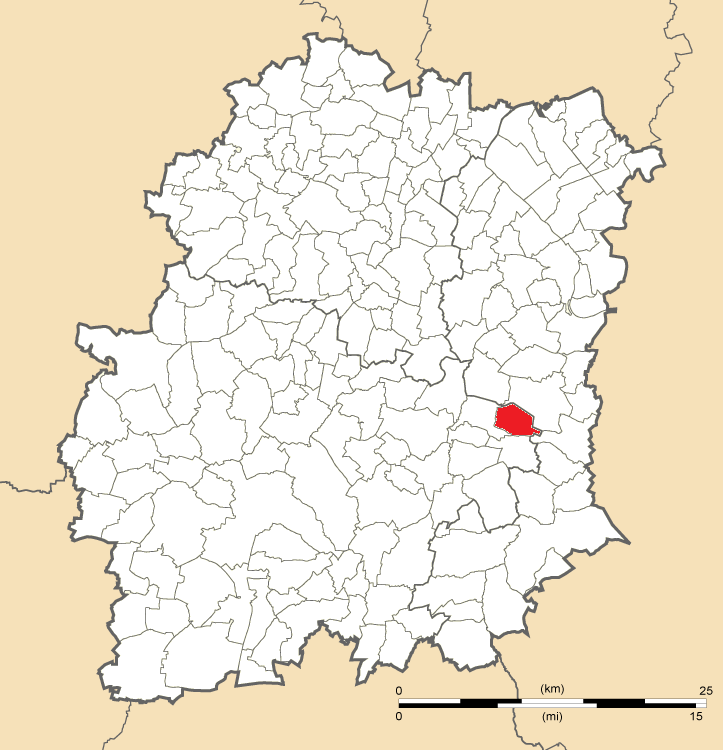
Position de Mondeville en Essonne.

Mondeville est située à quarante-et-un kilomètres au sud-est de Paris-Notre-Dame, point zéro des routes de France, seize kilomètres au sud-ouest d'Évry, vingt kilomètres au nord-est d'Étampes, onze kilomètres au nord-ouest de Milly-la-Forêt, quatorze kilomètres au sud-ouest de Corbeil-Essonnes, seize kilomètres au sud-est d'Arpajon, vingt kilomètres au sud-est de Montlhéry, vingt-huit kilomètres au sud-est de Palaiseau, trente kilomètres au sud-est de Dourdan.
Elle fait partie du Parc naturel régional du Gâtinais français.
La commune se trouve dans l'aire d'attraction de Paris, dans la zone d'emploi d'Évry et dans le bassin de vie de Ballancourt-sur-Essonne.

### Communes limitrophes
Les communes limitrophes sont  Baulne, Champcueil, Soisy-sur-École et Videlles.
|        |            | Champcueil      |
| Baulne | Mondeville |                 |
|        | Videlles   | Soisy-sur-École |

### Géologie et relief
La superficie de la commune est de 6,70 km2 ; son altitude varie de 81  à   156 mètres.

### Hydrographie
Il n'existe aucun réseau hydrographique de surface.

### Climat
Pour des articles plus généraux, voir Climat de l'Île-de-France et Climat de l'Essonne.
En 2010, le climat de la commune est de type climat océanique dégradé des plaines du Centre et du Nord, selon une étude du CNRS s'appuyant sur une série de données couvrant la période 1971-2000. En 2020, Météo-France publie une typologie des climats de la France métropolitaine dans laquelle la commune est exposée à un climat océanique altéré et est dans la région climatique Sud-ouest du bassin Parisien, caractérisée par une faible pluviométrie, notamment au printemps (120 à 150 mm) et un hiver froid (3,5 °C).
Pour la période 1971-2000, la température annuelle moyenne est de 10,7 °C, avec une amplitude thermique annuelle de 15,2 °C. Le cumul annuel moyen de précipitations est de 656 mm, avec 10,6 jours de précipitations en janvier et 7,5 jours en juillet. Pour la période 1991-2020, la température moyenne annuelle observée sur la station météorologique la plus proche, située sur la commune de Nainville-les-Roches à 6 km à vol d'oiseau, est de 11,5 °C et le cumul annuel moyen de précipitations est de 702,3 mm,. Pour l'avenir, les paramètres climatiques de la commune estimés pour 2050 selon différents scénarios d'émission de gaz à effet de serre sont consultables sur un site dédié publié par Météo-France en novembre 2022.

### Milieux naturels et biodiversité
Les bois à l'ouest du territoire communal ont été recensés au titre des espaces naturels sensibles par le conseil départemental de l'Essonne.

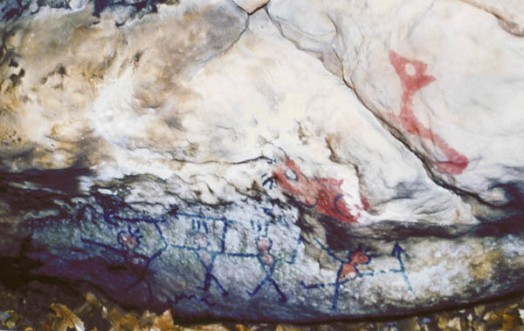
Abri peint des Roches aux Dames.
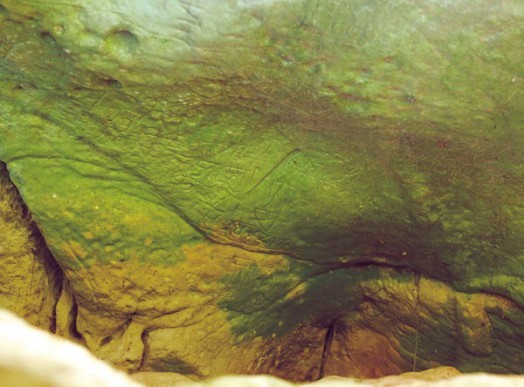
Abri du Christ Mondeville.
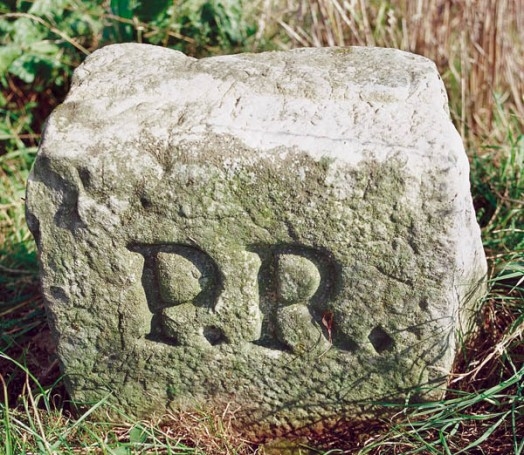
Borne gravée Mondeville.

## Urbanisme

### Typologie
Au 1er janvier 2024, Mondeville est catégorisée bourg rural, selon la nouvelle grille communale de densité à sept niveaux définie par l'Insee en 2022.
Elle est située hors unité urbaine. Par ailleurs la commune fait partie de l'aire d'attraction de Paris, dont elle est une commune de la couronne,. Cette aire regroupe 1 929 communes,.

### Occupation des sols

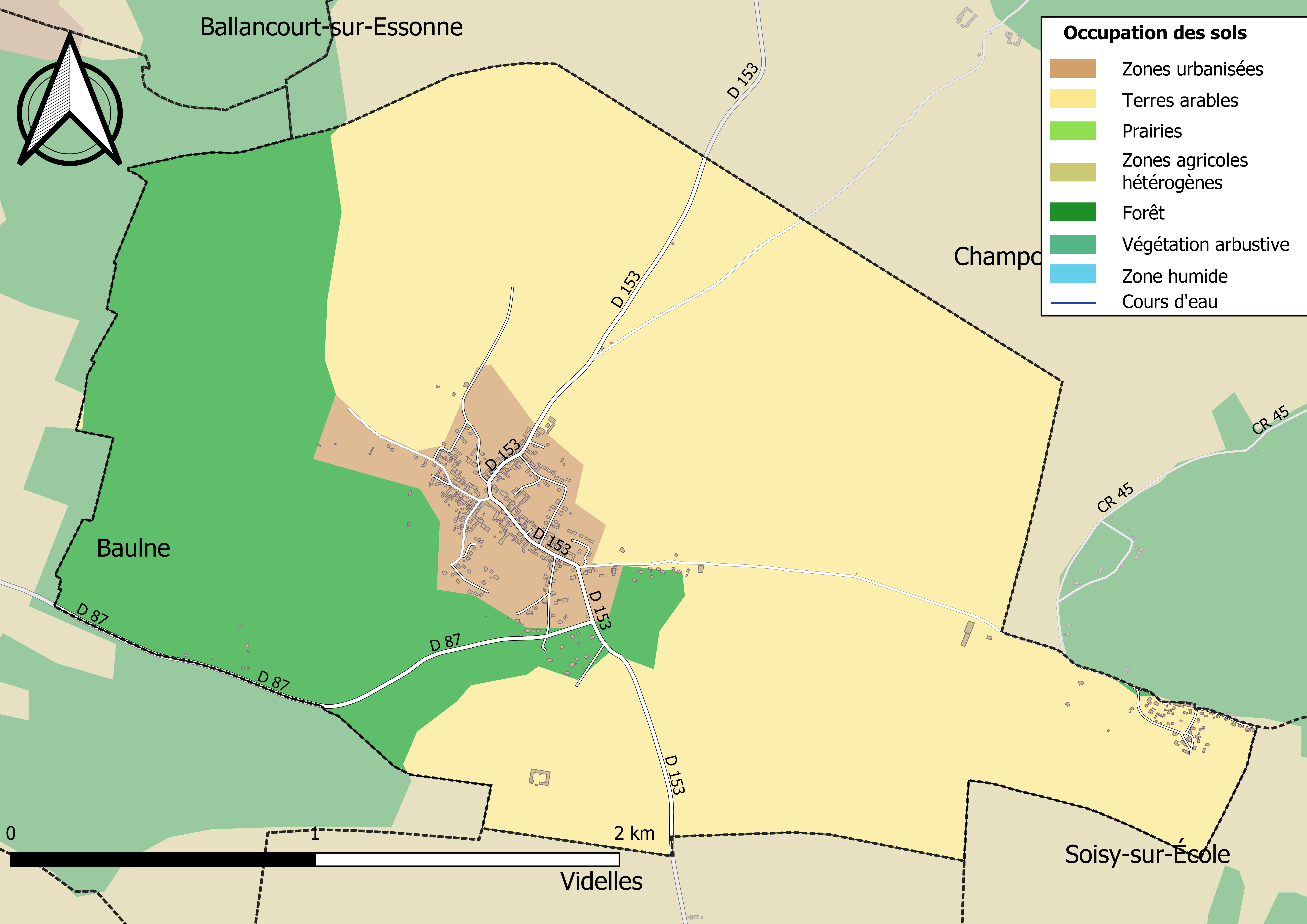
Carte des infrastructures et de l'occupation des sols de la commune en 2018 (CLC).

Le territoire de la commune se compose en 2017 de 92,66 % d'espaces agricoles, forestiers et naturels, 3,28 % d'espaces ouverts artificialisés et 4,06 % d'espaces construits artificialisés.

### Lieux-dits, écarts et quartiers
- Hameau de la Padole.

### Habitat et logement
En 2021, le nombre total de logements dans la commune était de 333, alors qu'il était de 312 en 2016 et de 293 en 2011.
Parmi ces logements, 90,4 % étaient des résidences principales, 6 % des résidences secondaires et 3,6 % des logements vacants. Ces logements étaient pour 94 % d'entre eux des maisons individuelles et pour 6 % des appartements.
Le tableau ci-dessous présente la typologie des logements à Mondeville en 2021 en comparaison avec celle de l'Essonne et de la France entière. Une caractéristique marquante du parc de logements est ainsi une proportion de résidences secondaires et logements occasionnels (6 %) supérieure à celle du département (1,9 %) mais inférieure à celle de la France entière (9,7 %).
| Typologie                                               | Mondeville | Essonne | France entière |
| ------------------------------------------------------- | ---------- | ------- | -------------- |
| Résidences principales (en %)                           | 90,4       | 91      | 82,2           |
| Résidences secondaires et logements occasionnels (en %) | 6          | 1,9     | 9,7            |
| Logements vacants (en %)                                | 3,6        | 7,2     | 8,1            |

### Voies de communication et transports
Peu de réseaux de transport en commun desservent le village de Mondeville, seuls les transports scolaires qui rallie le collège Olympe-de-Gouge à Champcueil, le lycée Marie-Laurencin à Mennecy, les lycées Louis-Blériot et Geoffroy-Saint-Hilaire à Étampes.

## Toponymie
Mondeville est sans doute homonyme de Mondeville (Aube, Champignolle, Mundavilla; Mundivilla en 1147; Mundevilla 1179; Mondivilla 1361) et Mondonville (Haute-Garonne, Mondonvilla 1289).
Il s'agit d'une formation toponymique médiévale en -ville au sens ancien de « domaine rural » précédée d'un anthroponyme conformément au cas général. Albert Dauzat identifie le nom de personne de type germanique Mundo (latinisé souvent en Mundus dans les textes). Le sens global est « domaine rural de Mundo ». L’homographie avec Mondeville (Calvados, Caen, Amundi villa IXe siècle) est fortuite.
La commune est instituée par la Révolution française en 1793 avec son nom actuel, le bulletin des lois d'e 1801 indiquant la variante Mondeville et Padolle.

## Politique et administration

### Rattachements administratifs et électoraux

#### Rattachements administratifs
Antérieurement à la loi du 10 juillet 1964, la commune faisait partie du département de Seine-et-Oise. La réorganisation de la région parisienne en 1964 fit que la commune appartient désormais au département de l'Essonne et à son arrondissement d'Étampes après un transfert administratif effectif au 1er janvier 1968.
Elle faisait partie depuis 1793 du canton de La Ferté-Alais de Seine-et-Oise puis de l'Essonne. Dans le cadre du redécoupage cantonal de 2014 en France, cette circonscription administrative territoriale a disparu, et le canton n'est plus qu'une circonscription électorale.

#### Rattachements électoraux
Pour les élections départementales, la commune fait partie depuis 2014 du canton de Mennecy.
Pour l'élection des députés, elle fait partie de la deuxième circonscription de l'Essonne.

### Intercommunalité
Mondeville est membre de la communauté de communes des 2 Vallées, un établissement public de coopération intercommunale (EPCI) à fiscalité propre créé en 2001 sous le nom de communauté de communes de Milly-la-Forêt puis de communauté de communes de la Vallée de l’École, et auquel la commune a transféré un certain nombre de ses compétences, dans les conditions déterminées par le code général des collectivités territoriales.

### Tendances politiques et résultats
Élections présidentielles, résultats des deuxièmes tours'
- Élection présidentielle de 2002 : 81,68 % pour Jacques Chirac (RPR), 18,32 % pour Jean-Marie Le Pen (FN), 82,58 % de participation[16].
- Élection présidentielle de 2007 : 57,62 % pour Nicolas Sarkozy (UMP), 42,38 % pour Ségolène Royal (PS), 84,59 % de participation[17].
- Élection présidentielle de 2012 : 50,24 % pour Nicolas Sarkozy (UMP), 49,76 % pour François Hollande (PS), 79,70 % de participation[18].
- Au premier tour de l'Élection présidentielle de 2017, les quatre premiers candidats retenus par les électeurs de la commune sont Marine Le Pen (27,83 % des suffrages exprimés), Emmanuel Macron (19,91 %), François Fillon (18,10 %) et Jean-Luc Mélenchon (16,06 %). 
Au second tour, le candidat élu Emmanuel Macron obtient 209 voix (56,33 %) et Marine Le Pen 162 voix (43,67 %), lors d'un  scrutin où 26,28 % des électeurs se sont abstenus[19].

- Au premier tour de l'Élection présidentielle de 2022, les quatre premiers candidats retenus par les électeurs de la commune sont Marine Le Pen (25,93 % des suffrages exprimés), Emmanuel Macron (25,23 %), Jean-Luc Mélenchon (19,68 %) et Éric Zemmour (6,25 %). 
Au second tour, le candidat élu Emmanuel Macron obtient 200 voix (51,81 %) et Marine Le Pen 186 voix (48,19 %) lors d'un scrutin où 25,39 % des électeurs se sont abstenus[20].

Élections municipales
Le conseil municipal de Mondeville, commune de moins de 1 000 habitants, est élu au scrutin majoritaire plurinominal à deux tours avec listes ouvertes et panachage. Compte tenu de la population communale, le nombre de sièges à pourvoir lors des élections municipales de 2020 est de 15.

### Liste des maires
| Période                                  | Période        | Identité             | Étiquette | Qualité                            |
| ---------------------------------------- | -------------- | -------------------- | --------- | ---------------------------------- |
| Les données manquantes sont à compléter. |                |                      |           |                                    |
|                                          |                |                      |           |                                    |
| mai 1925                                 |                | M. Galmard           |           |                                    |
|                                          |                |                      |           |                                    |
| 2001                                     | mars 2008      | Yves Lamblot         | DVG       | Propriétaire de gîtes              |
| mars 2008                                | mai 2020       | Jean-Pierre Delhotal | SE        |                                    |
| mai 2020                                 | septembre 2024 | Xavier Bionne        |           | Chef d'entreprise Mort en fonction |

## Équipements et services publics

### Enseignement
Les élèves de Mondeville sont rattachés à l'académie de Versailles. La commune dispose sur son territoire de l'école primaire des Frères-Montgolfier.
Le collège de secteur se situe à La Ferté Alais.
Le lycée de secteur se situe à Cerny.

### Justice, sécurité, secours et défense
La commune dispose en 2011  sur son territoire d'un centre de secours.

## Population et société
Les habitants sont appelés les Mondevillois.

### Démographie

#### Évolution démographique
L'évolution du nombre d'habitants est connue à travers les recensements de la population effectués dans la commune depuis 1793. Pour les communes de moins de 10 000 habitants, une enquête de recensement portant sur toute la population est réalisée tous les cinq ans, les populations de référence des années intermédiaires étant quant à elles estimées par interpolation ou extrapolation. Pour la commune, le premier recensement exhaustif entrant dans le cadre du nouveau dispositif a été réalisé en 2006.

En 2022, la commune comptait 724 habitants, en évolution de +1,69 % par rapport à 2016 (Essonne : +2,89 %, France hors Mayotte : +2,11 %).
| 1793 | 1800 | 1806 | 1821 | 1831 | 1836 | 1841 | 1846 | 1851 |
| ---- | ---- | ---- | ---- | ---- | ---- | ---- | ---- | ---- |
| 457  | 544  | 593  | 520  | 578  | 520  | 509  | 504  | 564  |

| 1856 | 1861 | 1866 | 1872 | 1876 | 1881 | 1886 | 1891 | 1896 |
| ---- | ---- | ---- | ---- | ---- | ---- | ---- | ---- | ---- |
| 556  | 531  | 527  | 468  | 463  | 438  | 450  | 433  | 430  |

| 1901 | 1906 | 1911 | 1921 | 1926 | 1931 | 1936 | 1946 | 1954 |
| ---- | ---- | ---- | ---- | ---- | ---- | ---- | ---- | ---- |
| 428  | 411  | 388  | 339  | 316  | 382  | 318  | 314  | 304  |

| 1962 | 1968 | 1975 | 1982 | 1990 | 1999 | 2006 | 2011 | 2016 |
| ---- | ---- | ---- | ---- | ---- | ---- | ---- | ---- | ---- |
| 309  | 322  | 368  | 443  | 581  | 688  | 657  | 687  | 712  |

| 2021 | 2022 | - | - | - | - | - | - | - |
| ---- | ---- | - | - | - | - | - | - | - |
| 729  | 724  | - | - | - | - | - | - | - |

#### Pyramide des âges
En 2018, le taux de personnes d'un âge inférieur à 30 ans s'élève à 32,9 %, soit en dessous de la moyenne départementale (39,9 %). À l'inverse, le taux de personnes d'âge supérieur à 60 ans est de 25,4 % la même année, alors qu'il est de 20,1 % au niveau départemental.
En 2018, la commune comptait 369 hommes pour 359 femmes, soit un taux de 50,69 % d'hommes, légèrement supérieur au taux départemental (48,98 %).
Les pyramides des âges de la commune et du département s'établissent comme suit.
| Hommes | Classe d’âge | Femmes |
| ------ | ------------ | ------ |
| 0,6    | 90 ou +      | 0,3    |
| 6,3    | 75-89 ans    | 8,0    |
| 18,2   | 60-74 ans    | 17,6   |
| 24,0   | 45-59 ans    | 25,0   |
| 18,0   | 30-44 ans    | 16,2   |
| 13,7   | 15-29 ans    | 15,5   |
| 19,1   | 0-14 ans     | 17,4   |

| Hommes | Classe d’âge | Femmes |
| ------ | ------------ | ------ |
| 0,5    | 90 ou +      | 1,4    |
| 5,4    | 75-89 ans    | 7,2    |
| 12,9   | 60-74 ans    | 13,9   |
| 20     | 45-59 ans    | 19,4   |
| 19,9   | 30-44 ans    | 20,1   |
| 20     | 15-29 ans    | 18,2   |
| 21,3   | 0-14 ans     | 19,8   |

### Lieux de culte
La paroisse catholique de Mondeville est rattachée au secteur pastoral de La Ferté-Alais-Val d'Essonne et au diocèse d'Évry-Corbeil-Essonnes. Elle dispose de l'église Saint-Martin.

### Médias
L'hebdomadaire Le Républicain relate les informations locales. La commune est en outre dans le bassin d'émission des chaînes de télévision France 3 Paris Île-de-France Centre, IDF1 et Téléssonne intégré à Télif.

## Économie

### Emplois, revenus et niveau de vie
En 2006, le revenu fiscal médian par ménage était de 23 467 €, ce qui plaçait la commune au 790e rang parmi les 30 687 communes de plus de cinquante ménages que compte le pays et au soixante-huitième rang départemental.
| Répartition des emplois par catégories socioprofessionnelles en 2006. |              |                                           |                                                   |                            |                          |                           |
|                                                                       | Agriculteurs | Artisans, commerçants, chefs d’entreprise | Cadres et professions intellectuelles supérieures | Professions intermédiaires | Employés                 | Ouvriers                  |
| Mondeville                                                            | -            | -                                         | -                                                 | -                          | -                        | -                         |
| Zone d’emploi d’Évry                                                  | 0,3 %        | 4,0 %                                     | 20,2 %                                            | 29,6 %                     | 28,2 %                   | 17,7 %                    |
| Moyenne nationale                                                     | 2,2 %        | 6,0 %                                     | 15,4 %                                            | 24,6 %                     | 28,7 %                   | 23,2 %                    |
| Répartition des emplois par secteurs d’activités en 2006.             |              |                                           |                                                   |                            |                          |                           |
|                                                                       | Agriculture  | Industrie                                 | Construction                                      | Commerce                   | Services aux entreprises | Services aux particuliers |
| Mondeville                                                            | -            | -                                         | -                                                 | -                          | -                        | -                         |
| Zone d’emploi d’Évry                                                  | 0,9 %        | 13,5 %                                    | 5,4 %                                             | 14,6 %                     | 16,2 %                   | 6,9 %                     |
| Moyenne nationale                                                     | 3,5 %        | 15,2 %                                    | 6,4 %                                             | 13,3 %                     | 13,3 %                   | 7,6 %                     |
| Sources : Insee,                                                      |              |                                           |                                                   |                            |                          |                           |

## Culture locale et patrimoine

### Lieux et monuments
- L'église Saint-Martin  Inscrite MH (1972)[42]  des XIIe et XIIIe siècles .
- La Croix Rouge  Classée MH (1969)[43], une croix de chemin.
- Camping[44]

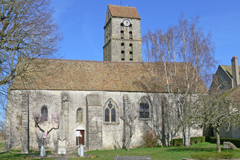
L'église Saint-Martin.
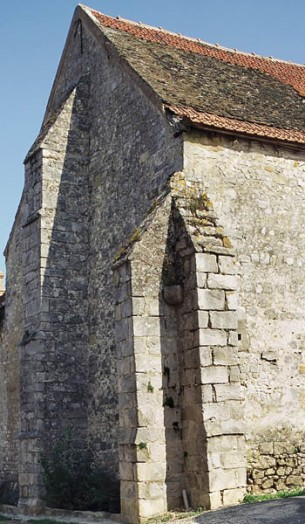
Contreforts.
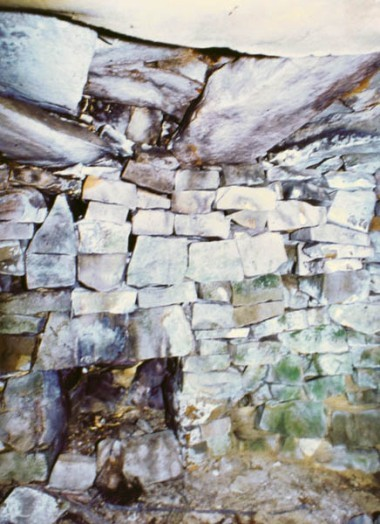
Abri de carriers.
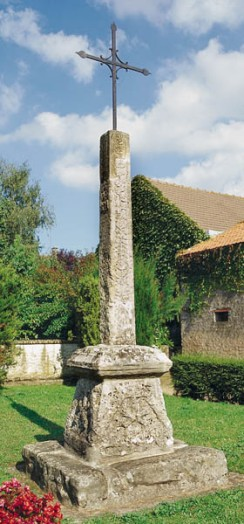
Croix Rouge.
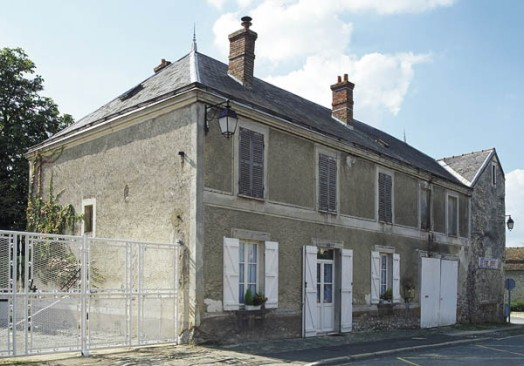
Ferme des dames de Port Royal.
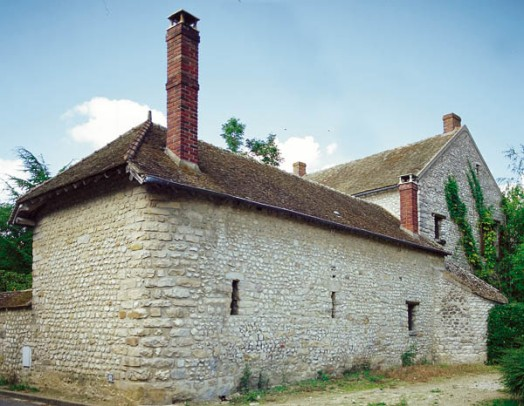
Four a pain.

### Héraldique
| Blason de Mondeville | Blason  | Écartelé: au 1) de gueules à une masse et à un taillant de carrier d'argent, posés en bande et rangé en barre, au 2) d'azur à une grappe de raisin tigée, feuillée et vrillée d'or, au 3) d'azur à une gerbe de blé liée d'or, au 4) de gueules à un wagonnet d'argent sur son rail alésé du même. |
| Blason de Mondeville | Détails | Sur site commune 2023 |

## Pour approfondir